# Cryptojoppa semicastanea
Cryptojoppa semicastanea là một loài tò vò trong họ Ichneumonidae.